# Tartano
Tartano är en ort och kommun i provinsen Sondrio i regionen Lombardiet i Italien. Kommunen hade 199 invånare (2018).